# Evangelische Kirche (Weitershain)

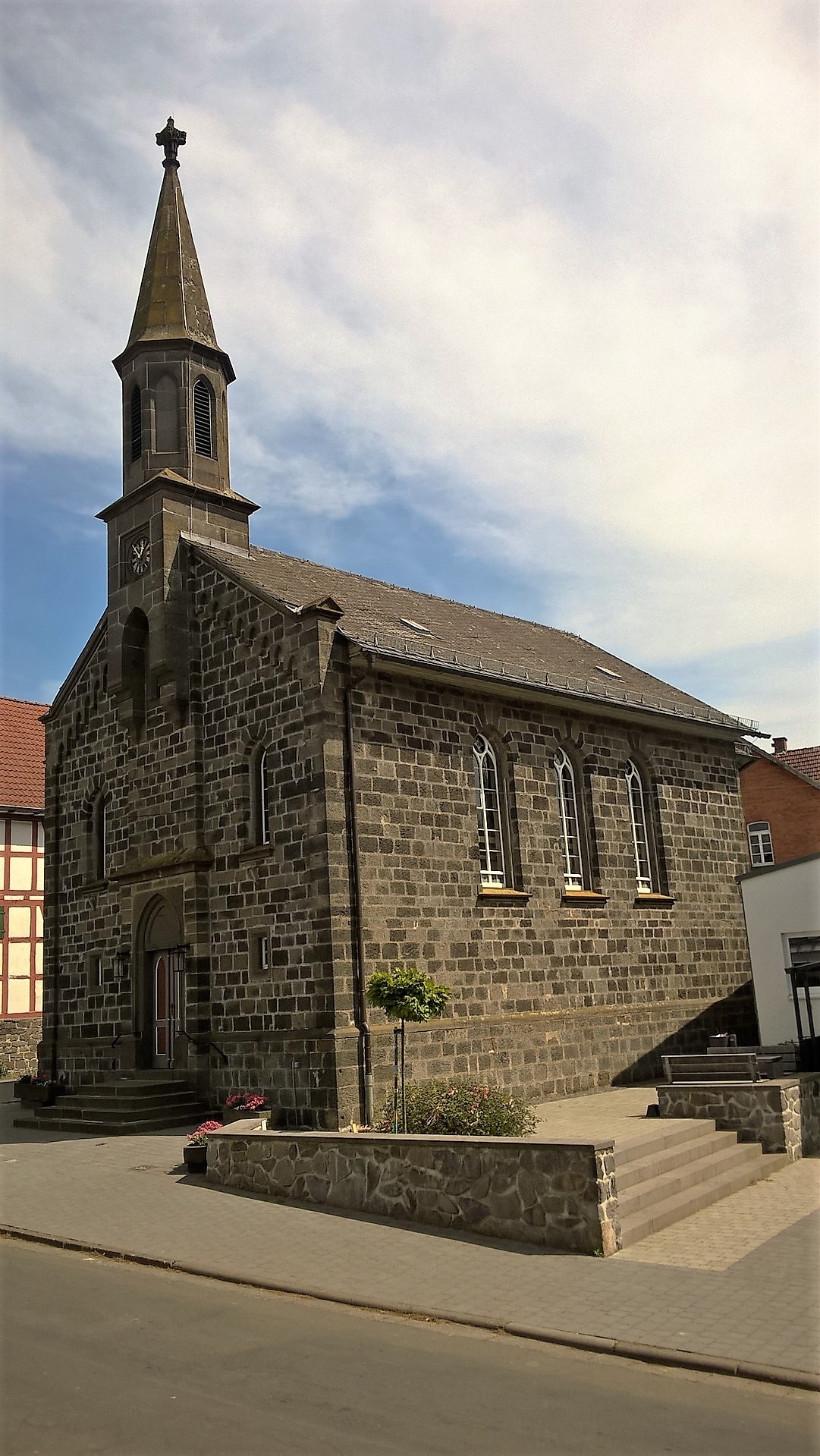
Ansicht von Nordwesten

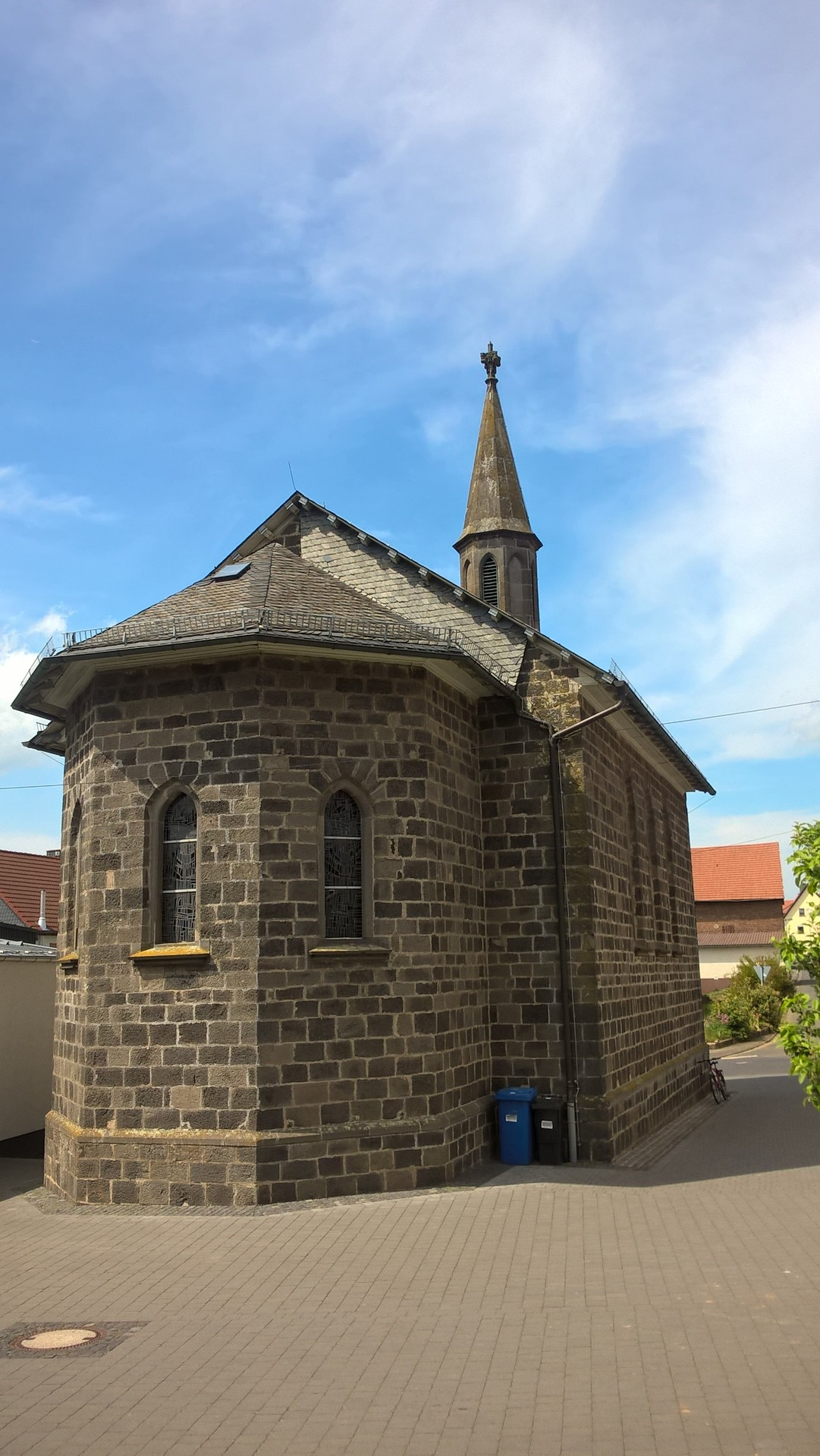
Ansicht von Südosten

Die Evangelische Kirche in Weitershain, einem Stadtteil von Grünberg im Landkreis Gießen (Mittelhessen), ist eine neugotische Saalkirche mit fünfseitigem Abschluss, die 1876/1877 nach den Plänen von Kreisbaumeister Carl Wilhelm Christian Dieffenbach errichtet wurde. Mit ihrem vorkragenden, steinernen Dachreiter prägt die Kirche das Ortsbild und ist hessisches Kulturdenkmal.

## Geschichte
Im Mittelalter war Weitershain Filial von Londorf, das dem Archidiakonat St. Stephan in der Erzdiözese Mainz zugeordnet war, und gehörte zum Londorfer Sendbezirk. Mit Einführung der Reformation wechselte die Kirchengemeinde zum evangelischen Bekenntnis.
Der Vorgängerbau aus Fachwerk stammte wahrscheinlich aus dem 16. Jahrhundert. Er hatte im Dreißigjährigen Krieg schweren Schaden gelitten und wurde einem  Bericht von 1677 zufolge „wieder in guten Baw“ gebracht. Vermutlich wurde die Kapelle in diesem Zuge erweitert. Die Kirche verfügte 1741 über einen „Thurn“ (Dachreiter), einen Chor und eine kleine Orgel, die als abgängig bezeichnet wurde. Nachdem die Kirche zu Beginn des 19. Jahrhunderts immer baufälliger geworden war, erfolgte 1872 der Abriss. Mit dem Bau der neuen Kirche nach den Plänen des Grünberger Baurats Carl Wilhelm Christian Dieffenbach (1820–1903) wurde 1876 begonnen. Am 20. Dezember 1876 erfolgte die Grundsteinlegung. Die Einweihung fand am 11. November 1877 durch den Superintendenten Habicht statt.
Ab 1924 war Weitershain bei der Kirche in Odenhausen eingepfarrt. Inzwischen bildet sie mit Rüddingshausen eine gemeinsame Kirchengemeinde, die zum Dekanat Gießener Land in der Propstei Oberhessen der Evangelischen Kirche in Hessen und Nassau gehört.

## Architektur

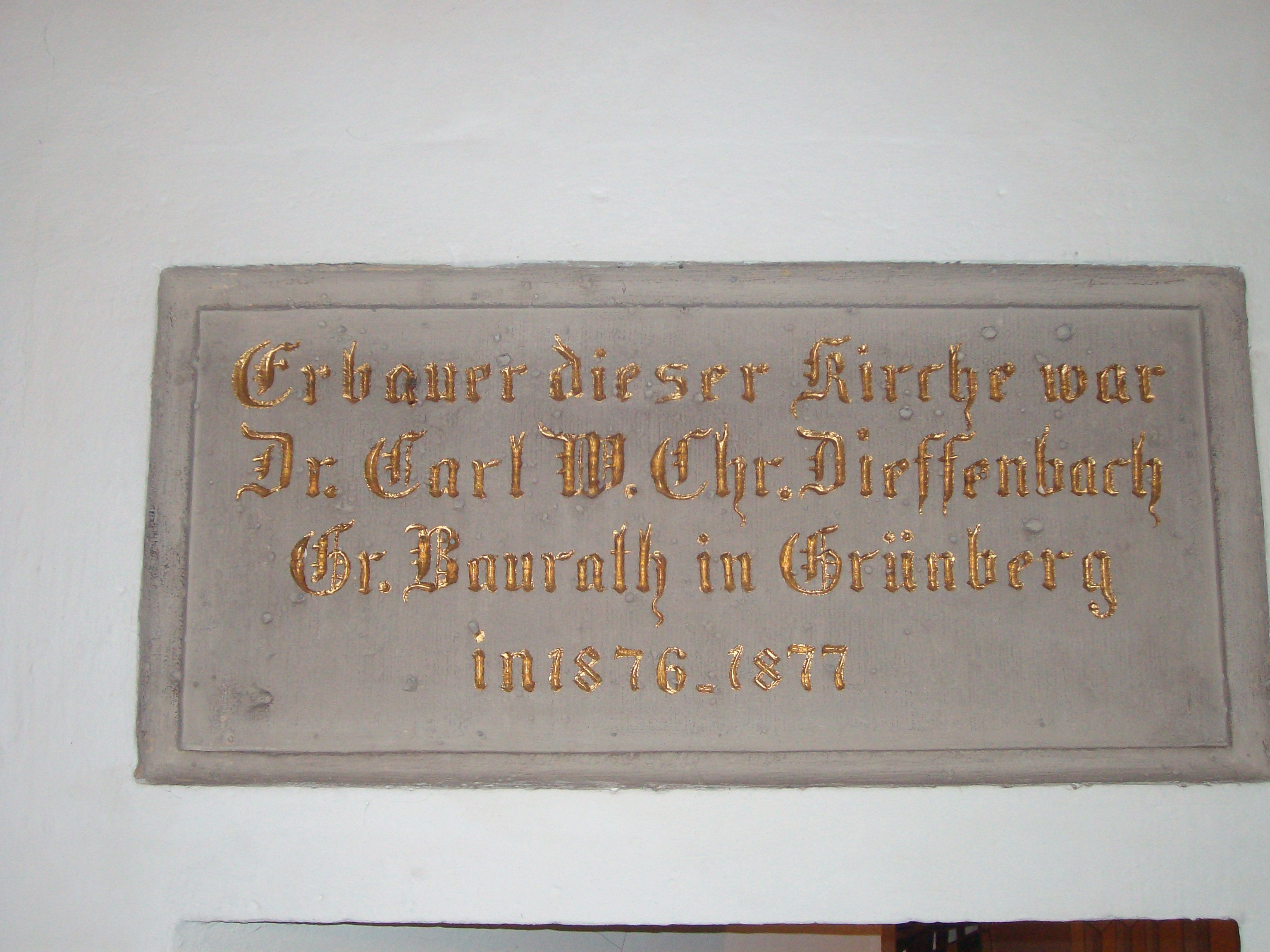
Bauinschrift

Die nach Norden ausgerichtete Saalkirche aus unverputzter Londorfer Basaltlava ist im Ortszentrum errichtet. Der eingezogene Chorabschluss im Süden ist fünfseitig. Die Kirche wird an den Langseiten und im Chor durch je drei hochsitzende schmale Spitzbogenfenster belichtet. Die nördliche Straßenfront ist symmetrisch gestaltet. Die Kirche wird an der nördlichen Giebelseite über eine Freitreppe und ein rechteckiges Portal mit abgestufter Spitzbogenblende erschlossen. Sie trägt die Inschrift: „GOTT GEWEIHT DEN 11. NOV. 1877 VON DER GEMEINDE WEITERSHAIN UNTER BÜRGERMEISTER W. F.“ [Wilhelm Faulstich]. Auf einer Tafel im Inneren ist zu lesen: „Erbauer dieser Kirche war Dr. Carl W. Chr. Dieffenbach Gr. Baurath in Grünberg 1876–1877“.
Das mittige Portal wird unten von zwei sehr kleinen Rechteckfenstern flankiert, über denen im oberen Bereich zwei schmale Spitzbogenfenster eingelassen sind. Der Portalbereich wird von einem Gesims abgeschlossen, das bis in den Giebelbereich risalitartig fortgeführt wird und seine Entsprechung im vorkragenden, zweistufigen Dachreiter findet. Er weist dieselbe Breite auf und ist ganz aus Stein gefertigt. Der Giebel hat einen Spitzbogenfries. Ihm ist der im unteren Teil quadratische Dachreiter aufgesetzt, der ein weiteres Spitzbogenfenster umschließt, über dem das vergoldete Ziffernblatt der Turmuhr angebracht ist. Der Unterbau des Dachreiters geht in eine oktogonale Laterne mit vier spitzbogigen Schalllöchern und vier Spitzbogenblenden über. In die Glockenstube wurden die beiden alten Glocken des Vorgängerbaus übernommen. Der steinerne Spitzhelm wird von einer Kreuzblume bekrönt. Die Kirche in Weitershain diente der Kirche in Röthges als Vorbild, die 1878/1879 von Dieffenbach gebaut wurde.

## Ausstattung

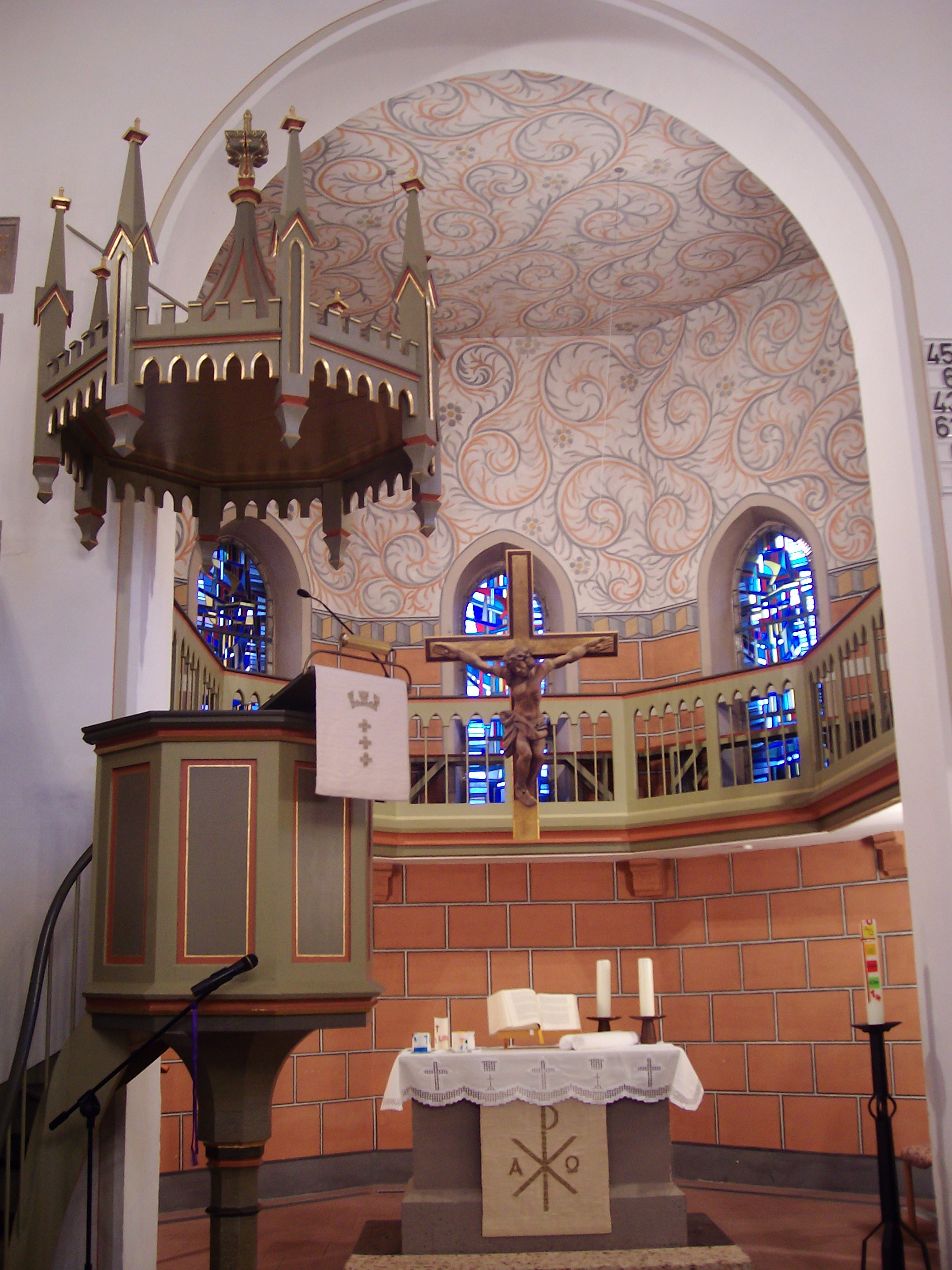
Innenraum mit Blick nach Süden

Der Innenraum wird von einer Flachdecke abgeschlossen, die auf zwei Längsunterzügen ruht. Eingebaut ist eine dreiseitig umlaufende hölzerne Empore, die auf achteckigen Pfosten mit Kapitellen ruht. Ein Chorumgang führt durch den Bogen und verbindet die beiden Emporen der Langseiten. Ein hoher Rundbogen öffnet den Chor zum Schiff. Der Chor ist um zwei Stufen erhöht. Unter dem Bogen steht der Blockaltar mit Sockel. Darüber hängt ein hölzernes Kruzifix des Dreinageltypus. Die Orgel ist auf der Empore über dem Eingangsbereich aufgestellt. Die hölzerne Kanzel ist in neugotischen Formen gestaltet und hat einen aufwändigen Schalldeckel mit kleinen Zinnen und schlanken Spitzen nach unten und nach oben. Der polygonale Kanzelkorb ruht auf einem achteckigen Fuß und ist über einen Kanzelaufgang zugänglich. Links vor dem Bogen ist unter der Empore eine hölzerne Sakristei mit Spitzbogenfenstern eingebaut. Das Kirchengestühl lässt nach einer Teilung im Jahr 1962 einen Mittelgang frei. Der Chorraum ist im oberen Drittel mit ornamentalen Malereien ausgemalt.

## Orgel

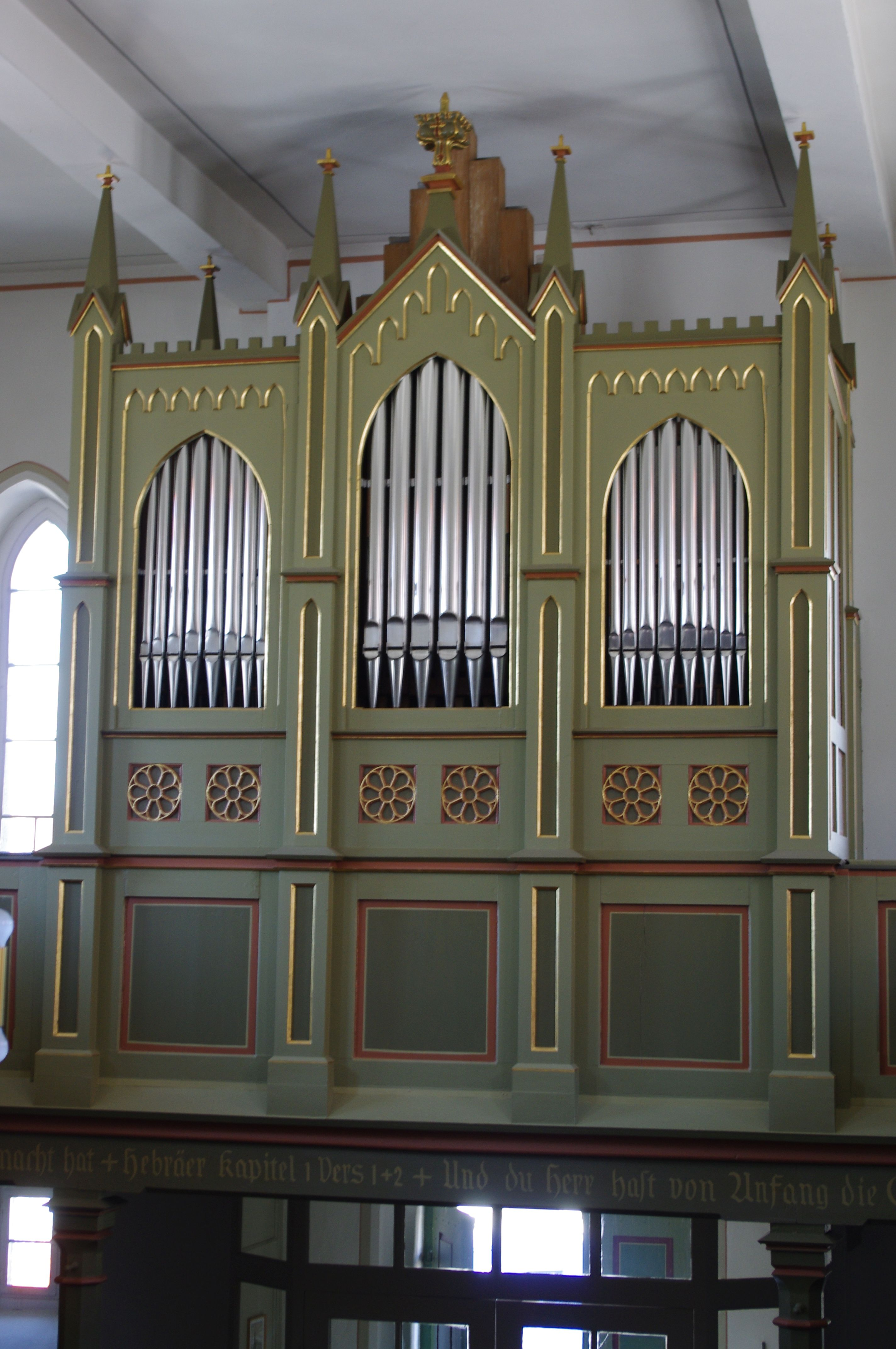
Dickel-Orgel von 1877

Im Saalbuch von 1741 wird berichtet, die Vorgängerkirche habe „eine kleine zerfallene Orgel“. Diese Kirche erhielt 1778 eine Orgel. Für den Neubau schuf Peter Dickel 1877 eine seitenspielige Brüstungsorgel mit zehn Registern, die sich auf einem Manual und Pedal verteilen. Der flache Prospekt ist neugotisch und fügt sich gut in die Kirche ein. Vier Pilaster, die von schlanken Spitztürmen und Kreuzblumen bekrönt werden, gliedern drei Spitzbogenfelder. Das Gehäuse mit Spitzbogenfries wird von kleinen Zinnen abgeschlossen. Das mittlere Pfeifenfeld weist einen Dreiecksgiebel auf. Die Licher Firma Förster & Nicolaus Orgelbau überholte das vollständig erhaltene Instrument im Jahr 1978. Die Disposition lautet wie folgt:
| I Manual C–f3 |    |
| Principal     | 8′ |
| Salicional    | 8′ |
| Flöte         | 8′ |
| Gedackt       | 8′ |
| Octave        | 4′ |
| Flauto dolce  | 4′ |
| Octave        | 2′ |
| Mixtur III    | 2′ |

| Pedal C–d1  |     |
| Subbaß      | 16′ |
| Violoncello | 8′  |

- Koppeln: I/P